# Moldova az Eurovíziós Dalfesztiválokon
Moldova eddig tizenkilenc alkalommal vett részt az Eurovíziós Dalfesztiválon.
A moldáv műsorsugárzó a Teleradio-Moldova, amely 1993-ban lett tagja az Európai Műsorsugárzók Uniójának, és 2005-ben csatlakozott a versenyhez.

## Története

### Évről évre
Moldova 2005-ben vett részt először az Eurovíziós Dalversenyen. Debütálásukkor egyből szép eredményt értek el, hiszen az elődöntőben a második hely után a döntőben hatodik helyen zártak. A jó eredménynek köszönhetően 2006-ban automatikusan döntősök voltak, ott azonban nem sikerült megismételniük a sikert huszadikak lettek. 2007-ben a TRM pénzügyi okok miatt bejelentette visszalépését, de végül a közvélemény nyomására mégis részt vettek. Ekkor ismét sikerült az első tízben végezniük, pont tizedikek lettek, viszont a 2008-as szabálymódosítás értelmében ez már nem jelentett automatikus helyet a döntőben, így abban az évben első alkalommal nem jutottak a döntőbe. A következő öt évben már sikerrel vették az elődöntőt, de a döntőben nem sikerült az első tízbe kerülniük. 2009-ben tizennegyedik helyen zártak.

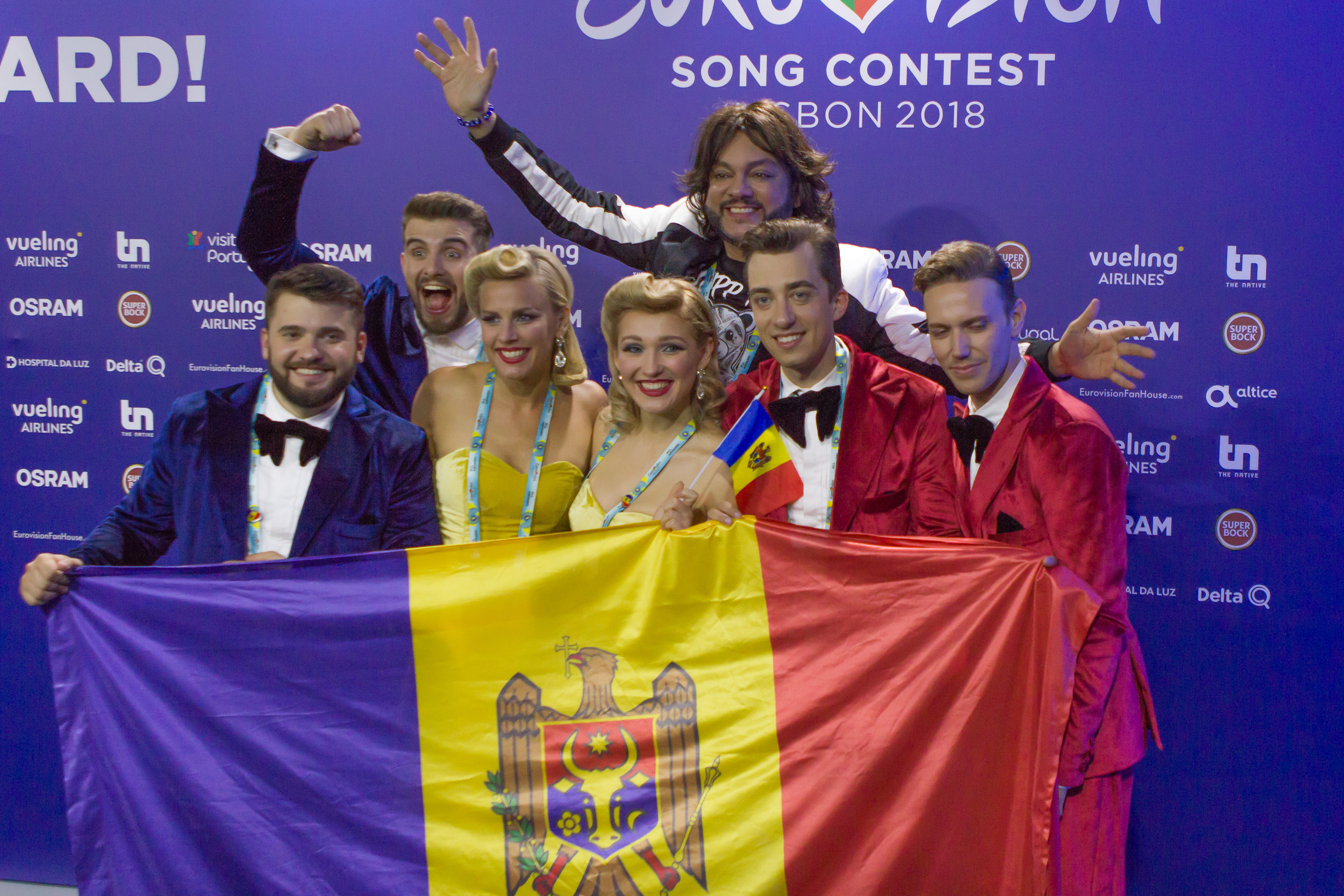
A DoReDoS, a 2018-as moldáv résztvevő.

2010-ben Sergey Stepanov, a SunStroke Project együttes szaxofonosa internetes jelenséggé vált szaxofon-szólója miatt. A zenész Epic Sax Guy néven vált ismertté. A későbbi sikerrel ellentétben Moldova legrosszabb döntős eredményét szerezték meg, huszonkettedikek lettek. 2011-ben visszatértek legelső képviselői az országnak, a Zdob și Zdub a döntőt tizenkettedik helyezettként zárta, 2012-ben és 2013-ban pedig eggyel jobb helyezést értek el, tizenegyedikek lettek. 2014-ben újra kiestek, ráadásul utolsók lettek az elődöntőben. 2015-ben sem jutottak tovább, bár az elődöntőben tizenegyedik helyen végeztek. 2016-ban ismét nem sikerült továbbjutniuk. 2017-ben azonban visszatért a SunStroke Project, akik 2010-ben is képviselték Moldovát, és sikerült elérniük az ország eddigi legjobb eredményét: harmadikok lettek. Emellett az elődöntőből második helyen jutottak tovább. 2018-ban az elődöntőben harmadikak lettek, a döntőben pedig ismét a legjobb tízben végeztek, szám szerint pont tizedikként, de a következő évben nem sikerült továbbjutniuk.
2020-ban Natalia Gordienko képviselte volna az országot, aki 2006-ban már képviselte hazáját amikor Arsenium & Connect-R produkciójában közreműködött, azonban március 18-án az Európai Műsorsugárzók Uniója bejelentette, hogy 2020-ban nem tudják megrendezni a versenyt a COVID–19-koronavírus-világjárvány miatt. A moldáv műsorsugárzó jóvoltából végül az énekesnő újabb lehetőséget kapott az ország képviseletére a következő évben. 2021-ben ismét sikeresen továbbjutottak a döntőbe, ahol tizenharmadik helyen végeztek. 2022-ben a Zdob și Zdub együttes harmadjára képviselte az országot az Advahov testvérekkel közösen, és a Trenulețul című daluk a hetedik helyen végzett. 2023-ban tizenegy év után visszatért Pasha Parfeni, aki a döntőben tizennyolcadik helyet szerezte meg Moldovának. 2024-ben Natalia Barbu tért vissza, aki nem tudta megismételni 2007-es eredményét, hiszen nem jutott tovább az elődöntőből. Eredetileg az ország is szerepelt a 2025-ös Eurovíziós Dalfesztivál résztvevőinek a listáján, valamint még a nemzeti válogatóműsor meghallgatását is megtartották, majd a 12 döntős kihirdetését követően Corneliu Durnescu, a Moldova 1 csatornaigazgatója, valamint Daniela Crudu, a moldovai eurovíziós delegációvezető bejelentette 2025. január 22-én, hogy "a jelenlegi helyzet részletes elemzését követően, valamint a gazdasági, adminisztratív és művészeti kihívások figyelembevételével" visszalépnek a versenytől. Ez volt az első alkalom a debütálásuk óta, hogy visszaléptek a versenytől.

### Nyelvhasználat
A nyelvhasználatot korlátozó szabály 1999-ig volt érvényben, vagyis Moldova 2005-ös debütálásakor már szabadon megválaszthatták az indulók, hogy milyen nyelvű dallal neveznek.
Moldova eddigi tizenkilenc versenydalából két román nyelvű, tizenhárom angol nyelvű, és négy kevert nyelvű: három angol és román, egy pedig angol és spanyol nyelvű volt.
A három kevert nyelvű dal közül a 2005-ös főleg angol nyelvű részeket tartalmazott, a 2007-os daluk szinte teljes egészében angol nyelven hangzott el, pár spanyol nyelvű kifejezés azonban többször ismétlődött a szövegben, míg a 2009-es dal főleg román nyelvű részeket tartalmazott.

### Nemzeti döntő
Moldovában a hagyományos, minden évben megrendezett nemzeti válogató az O melodie pentru Europa, amely 2005 óta minden évben, 2007 kivételével, megrendeztek. 2021-ben sem rendezték meg, amikor a 2020-as képviselőjük új lehetőséget kapott a műsorszolgáltatótól, miután elmaradt a verseny a Covid19-pandémia miatt. 2023 óta Etapa Naţională néven fut a műsor.
A nemzeti döntőkön a résztvevők száma az évek során változó volt. A végeredményt egy zsűri, illetve a nézők közösen alakították ki, de a kettő aránya szintén eltérő volt az egyes években. 2006-ban két nemzeti döntőt is rendeztek, mivel az első hármas holtversennyel zárult. A második nemzeti döntőn azonban mindössze az egyik előadó vett részt az eredeti mezőnyből.
2007 volt az első év amikor nemzeti döntő nélkül, a moldáv tévé kérte fel a feladatra Natalia Barbut.
2022-ben eredetileg visszatértek volna a hagyományos nemzeti döntőhöz, azonban az ország járványügyi helyzete és a COVID-19-fertőzöttek számának növekvése miatt a TRM úgy döntött, nem rendez televíziós döntőt. A meghallgatásra továbbjutott versenyzőket egy szakmai zsűri értékelte a január 28-án tartott meghallgatáson, a győztest az aznap esti híradóban jelentették be.

## Résztvevők
| Év   | Előadó                                  | Dal               | Magyar fordítás        | Döntő                   | Pontszám                | Elődöntő             | Pontszám             |
| ---- | --------------------------------------- | ----------------- | ---------------------- | ----------------------- | ----------------------- | -------------------- | -------------------- |
| 2005 | Zdob și Zdub                            | Boonika bate doba | A nagymama üti a dobot | 6.                      | 148                     | 2.                   | 207                  |
| 2006 | Arsenium, Natalia Gordienko & Connect-R | Loca              | Őrült                  | 20.                     | 22                      | Automatikusan döntős | Automatikusan döntős |
| 2007 | Natalia Barbu                           | Fight             | Harc                   | 10.                     | 109                     | 10.                  | 91                   |
| 2008 | Geta Burlacu                            | A Century of Love | A szerelem évszázada   | Nem jutott be a döntőbe | Nem jutott be a döntőbe | 12.                  | 36                   |
| 2009 | Nelly Ciobanu                           | Hora din Moldova  | Moldovai tánc          | 14.                     | 68                      | 5.                   | 106                  |
| 2010 | SunStroke Project & Olia Tira           | Run Away          | Fuss el                | 22.                     | 27                      | 10.                  | 52                   |
| 2011 | Zdob și Zdub                            | So Lucky          | Olyan szerencsés       | 12.                     | 97                      | 10.                  | 54                   |
| 2012 | Pasha Parfeny                           | Lăutar            | Hegedűs                | 11.                     | 81                      | 5.                   | 100                  |
| 2013 | Aliona Moon                             | O mie             | Egy ezer               | 11.                     | 71                      | 4.                   | 95                   |
| 2014 | Cristina Scarlat                        | Wild Soul         | Vad lélek              | Nem jutott be a döntőbe | Nem jutott be a döntőbe | 16.                  | 13                   |
| 2015 | Eduard Romanyuta                        | I Want Your Love  | Akarom a szerelmedet   | Nem jutott be a döntőbe | Nem jutott be a döntőbe | 11.                  | 41                   |
| 2016 | Lidia Isac                              | Falling Stars     | Hullócsillagok         | Nem jutott be a döntőbe | Nem jutott be a döntőbe | 17.                  | 33                   |
| 2017 | SunStroke Project                       | Hey Mamma         | Hé, mama!              | 3.                      | 374                     | 2.                   | 291                  |
| 2018 | DoReDoS                                 | My Lucky Day      | A szerencsés napom     | 10.                     | 209                     | 3.                   | 235                  |
| 2019 | Anna Odobescu                           | Stay              | Maradj!                | Nem jutott be a döntőbe | Nem jutott be a döntőbe | 12.                  | 85                   |
| 2020 | Natalia Gordienko                       | Prison            | Börtön                 | Elmaradt a verseny      | Elmaradt a verseny      | Elmaradt a verseny   | Elmaradt a verseny   |
| 2021 | Natalia Gordienko                       | Sugar             | Cukor                  | 13.                     | 115                     | 7.                   | 179                  |
| 2022 | Zdob și Zdub & Advahov Brothers         | Trenulețul        | Vonatocska             | 7.                      | 253                     | 8.                   | 154                  |
| 2023 | Pasha Parfeni                           | Soarele și luna   | A Nap és a Hold        | 18.                     | 96                      | 5.                   | 109                  |
| 2024 | Natalia Barbu                           | In the Middle     | Középen                | Nem jutott be a döntőbe | Nem jutott be a döntőbe | 13.                  | 20                   |
|      |                                         |                   |                        |                         |                         |                      |                      |

## Szavazástörténet
Moldova híres arról, hogy minden évben Romániának adja a maximális 12 pontot. Csupán néhányszor nem történt így: 2005-ben, 2013-ban és 2022-ben. Emellett 2018-ban, 2019-ben, 2021-ben és 2023-ban sem Romániának adták a 12 pontot, mivel a románok nem jutottak be a döntőbe, míg 2016-ban és 2024-ben a románok nem vettek részt.

### 2005–2024
| Hely | Ország              | Pont |
| ---- | ------------------- | ---- |
| 1.   | Ukrajna             | 71   |
| 2.   | Szlovénia           | 66   |
| 3.   | Szerbia             | 65   |
| 4.   | Görögország         | 58   |
| 5.   | Örményország        | 56   |
| 6.   | Oroszország         | 53   |
| 7.   | Albánia             | 52   |
| 8.   | Norvégia            | 48   |
| 9.   | Bosznia-Hercegovina | 42   |
| 10.  | Azerbajdzsán        | 42   |

| Hely | Ország              | Pont |
| ---- | ------------------- | ---- |
| 1.   | Szerbia             | 64   |
| 2.   | Szlovénia           | 53   |
| 3.   | Portugália          | 40   |
| 4.   | Bosznia-Hercegovina | 38   |
| 5.   | Azerbajdzsán        | 38   |
| 6.   | Olaszország         | 36   |
| 7.   | Albánia             | 31   |
| 8.   | Örményország        | 31   |
| 9.   | Görögország         | 31   |
| 10.  | Horvátország        | 31   |

Moldova még sosem adott pontot az elődöntőben a következő országoknak: Andorra, Montenegró és Szlovákia
Moldova még sosem kapott pontot az elődöntőben a következő országoktól: Belgium, az Egyesült Királyság, Észtország, Grúzia, Lengyelország, Luxemburg és Szlovákia
| Hely | Ország       | Pont |
| ---- | ------------ | ---- |
| 1.   | Ukrajna      | 193  |
| 2.   | Románia      | 159  |
| 3.   | Oroszország  | 148  |
| 4.   | Azerbajdzsán | 103  |
| 5.   | Svédország   | 100  |
| 6.   | Olaszország  | 66   |
| 7.   | Izrael       | 65   |
| 8.   | Ausztrália   | 51   |
| 9.   | Norvégia     | 50   |
| 10.  | Észtország   | 47   |

| Hely | Ország           | Pont |
| ---- | ---------------- | ---- |
| 1.   | Románia          | 182  |
| 2.   | Portugália       | 100  |
| 3.   | Ukrajna          | 83   |
| 4.   | Oroszország      | 79   |
| 5.   | Olaszország      | 75   |
| 6.   | Görögország      | 63   |
| 7.   | Azerbajdzsán     | 61   |
| 8.   | Fehéroroszország | 51   |
| 9.   | Bulgária         | 50   |
| 10.  | Franciaország    | 48   |

Moldova még sosem adott pontot a döntőben a következő országoknak: Montenegró és Szlovénia
Moldova még sosem kapott pontot a döntőben Monacótól

## Háttér
| Év   | Rendező    | Kommentátor                        | Pontbejelentő     |
| ---- | ---------- | ---------------------------------- | ----------------- |
| 2005 | Kijev      | Vitalie Rotaru                     | Elena Camerzan    |
| 2006 | Athén      | Vitalie Rotaru                     | Svetlana Cocoș    |
| 2007 | Helsinki   | Vitalie Rotaru                     | Andrei Porubin    |
| 2008 | Belgrád    | Vitalie Rotaru és Lucia Danu       | Vitalie Rotaru    |
| 2009 | Moszkva    | Rosalina Rusu és Andrei Sava       | Sandu Leancă      |
| 2010 | Oslo       | Marcel Spătari                     | Tania Cerga       |
| 2011 | Düsseldorf | Marcel Spătari                     | Geta Burlacu      |
| 2012 | Baku       | Marcel Spătari                     | Olivia Furtună    |
| 2013 | Malmö      | Lidia Scarlat                      | Olivia Furtună    |
| 2014 | Koppenhága | Daniela Babici                     | Olivia Furtună    |
| 2015 | Bécs       | Daniela Babici                     | Olivia Furtună    |
| 2016 | Stockholm  | Gloria Gorceag                     | Olivia Furtună    |
| 2017 | Kijev      | Gloria Gorceag                     | Gloria Gorceag    |
| 2018 | Lisszabon  | Djulieta Ardovan                   | Djulieta Ardovan  |
| 2019 | Tel-Aviv   | Doina Stimpovschi és Daniela Crudu | Doina Stimpovschi |
| 2021 | Rotterdam  | Doina Stimpovschi                  | Sergey Stepanov   |
| 2022 | Torino     | Daniela Crudu és Ion Jalbă         | Elena Băncilă     |
| 2023 | Liverpool  | Ion Jalbă                          | Doina Stimpovschi |
| 2024 | Malmö      | Angela Rudenco                     | Doina Stimpovschi |
| 2025 | Bázel      | Daniela Crudu és Ion Jalbă         | Nem vettek részt  |

## Díjak

### ESC Radio Awards
| Kategória        | Év   | Előadó            | Dal      | Eredmény az Eurovízión | Eredmény az Eurovízión | Helyszín       |
| Kategória        | Év   | Előadó            | Dal      | Helyezés               | Pontszám               | Helyszín       |
| ---------------- | ---- | ----------------- | -------- | ---------------------- | ---------------------- | -------------- |
| Legjobb együttes | 2017 | SunStroke Project | Hey Mama | 3.                     | 374                    | Ukrajna, Kijev |

## Galéria

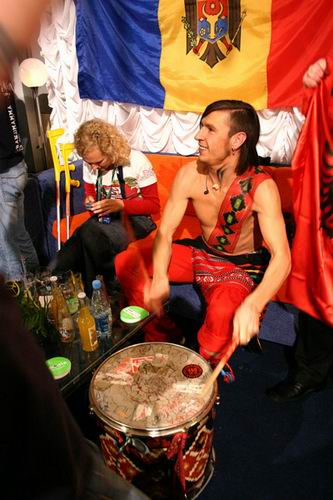
A Zdob și Zdub Kijevben (2005)
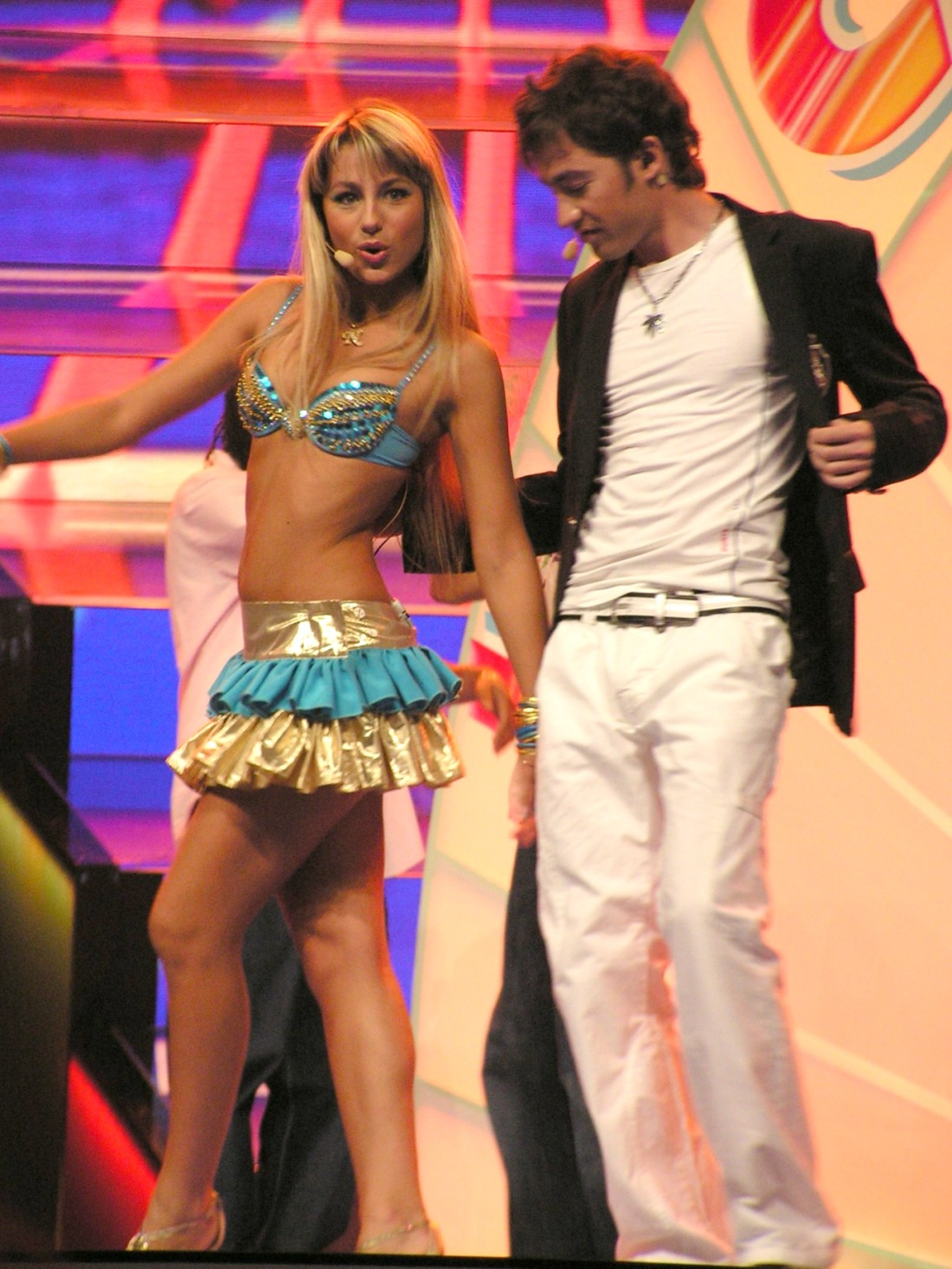
Arsenium és Natalia Gordienko Athénban (2006)
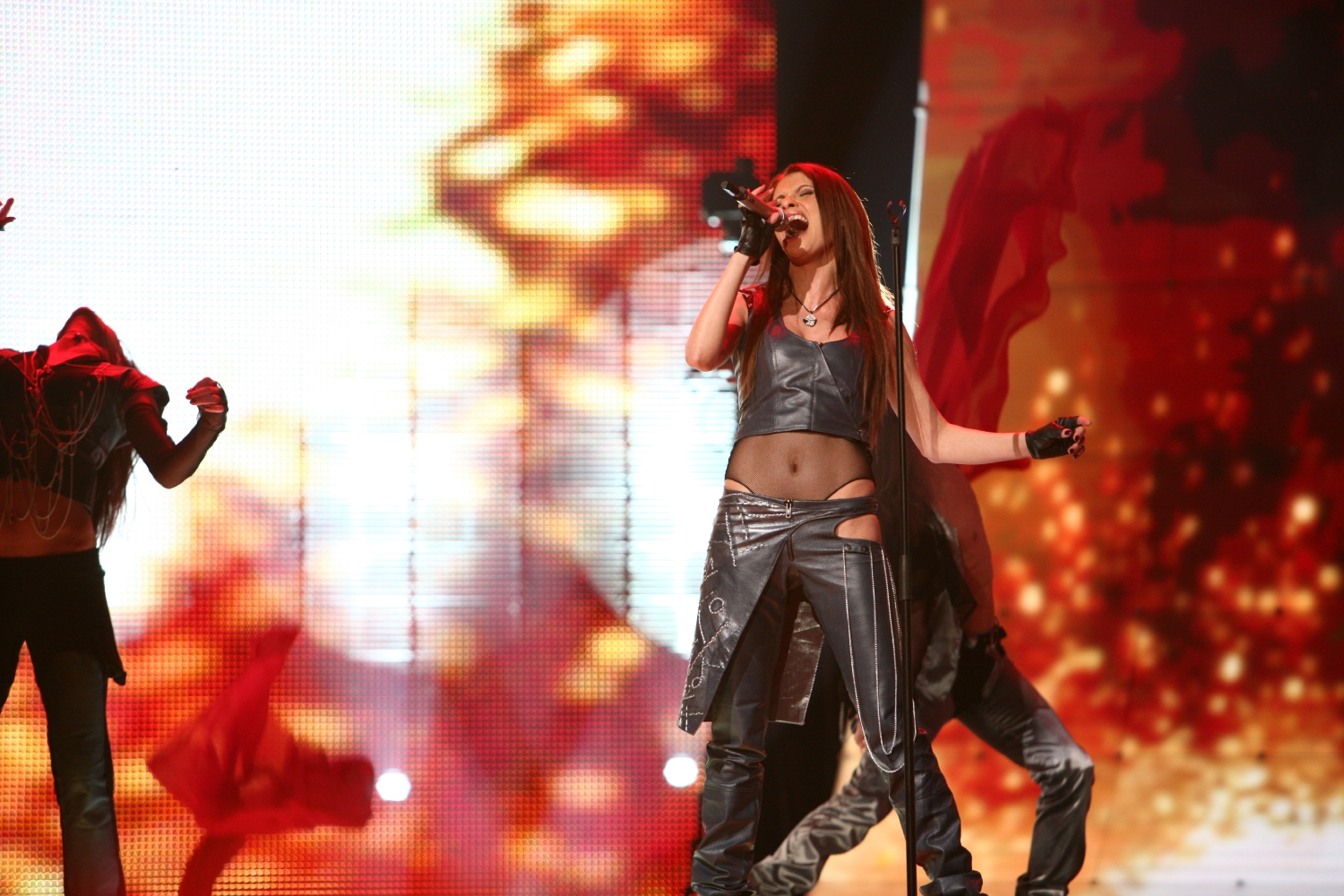
Natalia Barbu Helsinkiben (2007)
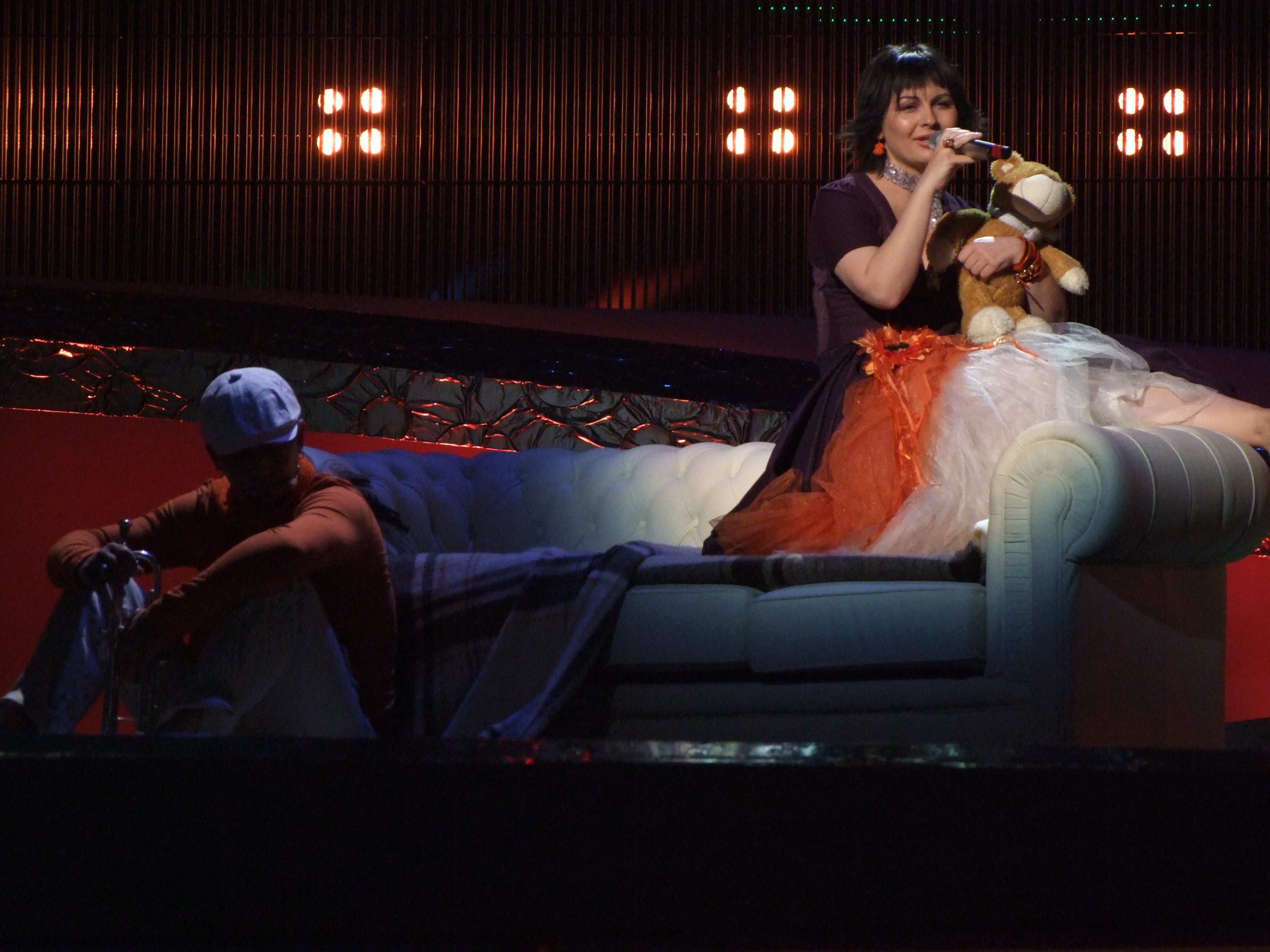
Geta Burlacu Belgrádban (2008)
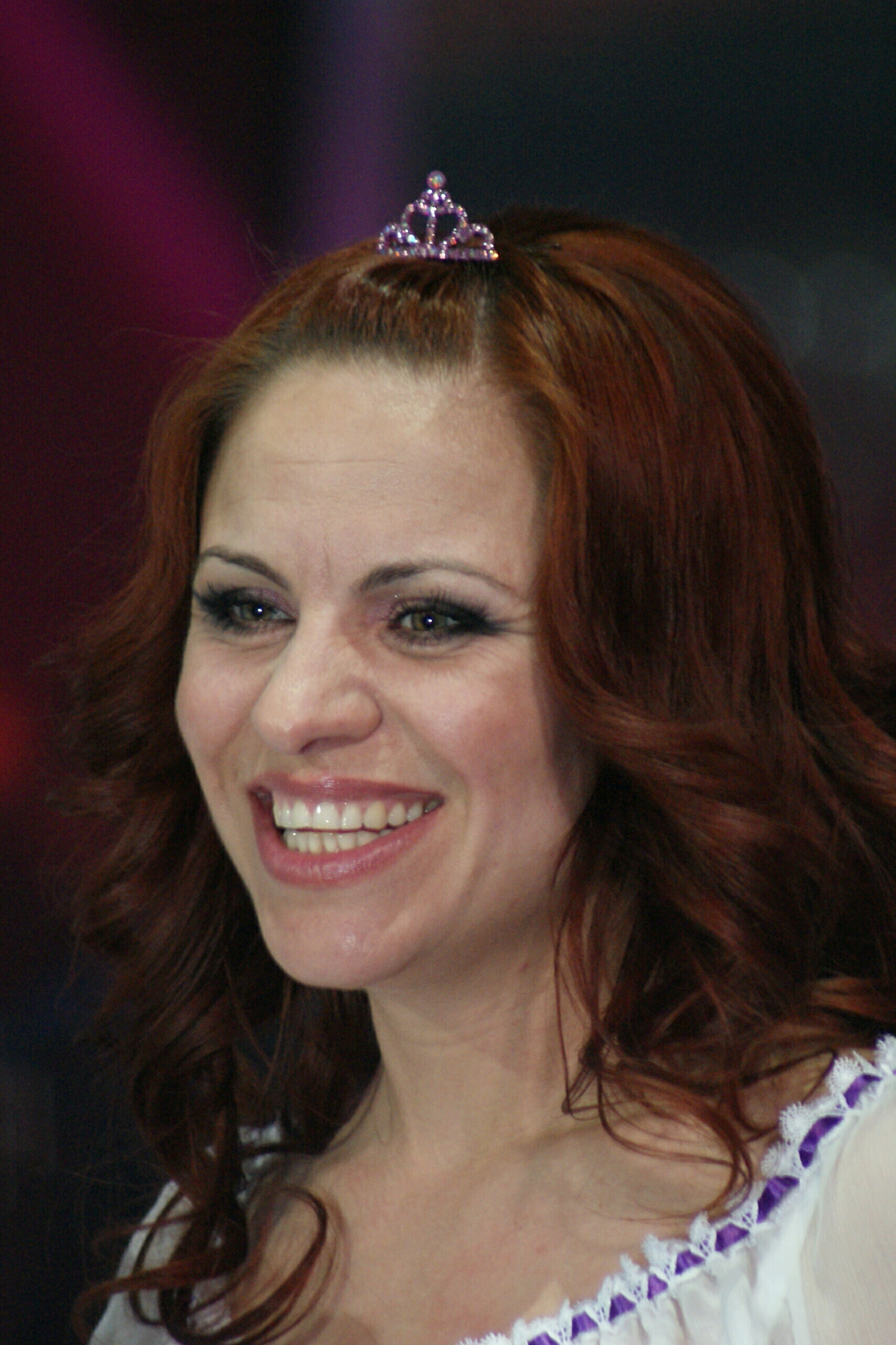
Nelly Ciobanu Moszkvában (2009)
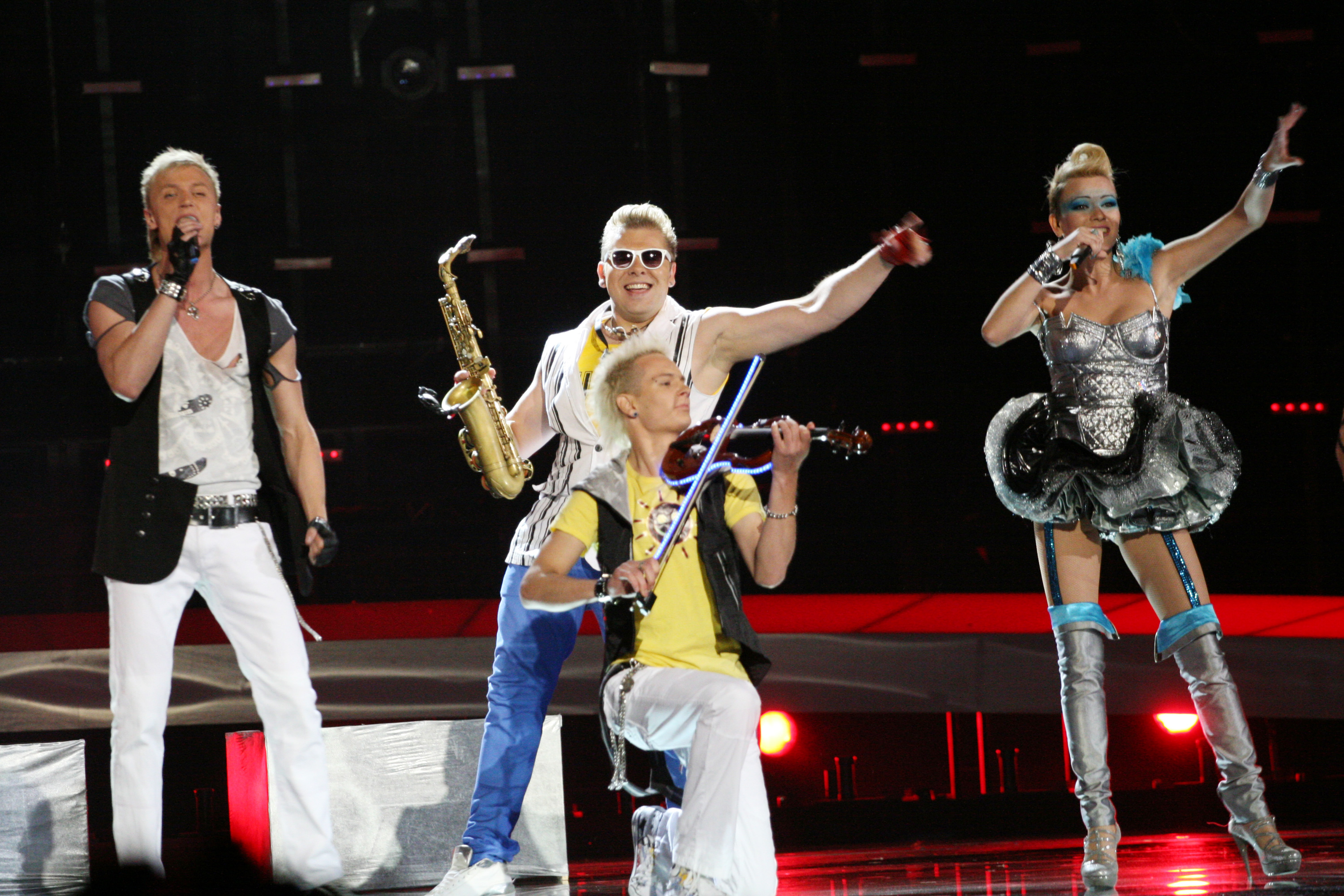
A SunStroke Project & Olia Tira Oslóban (2010)
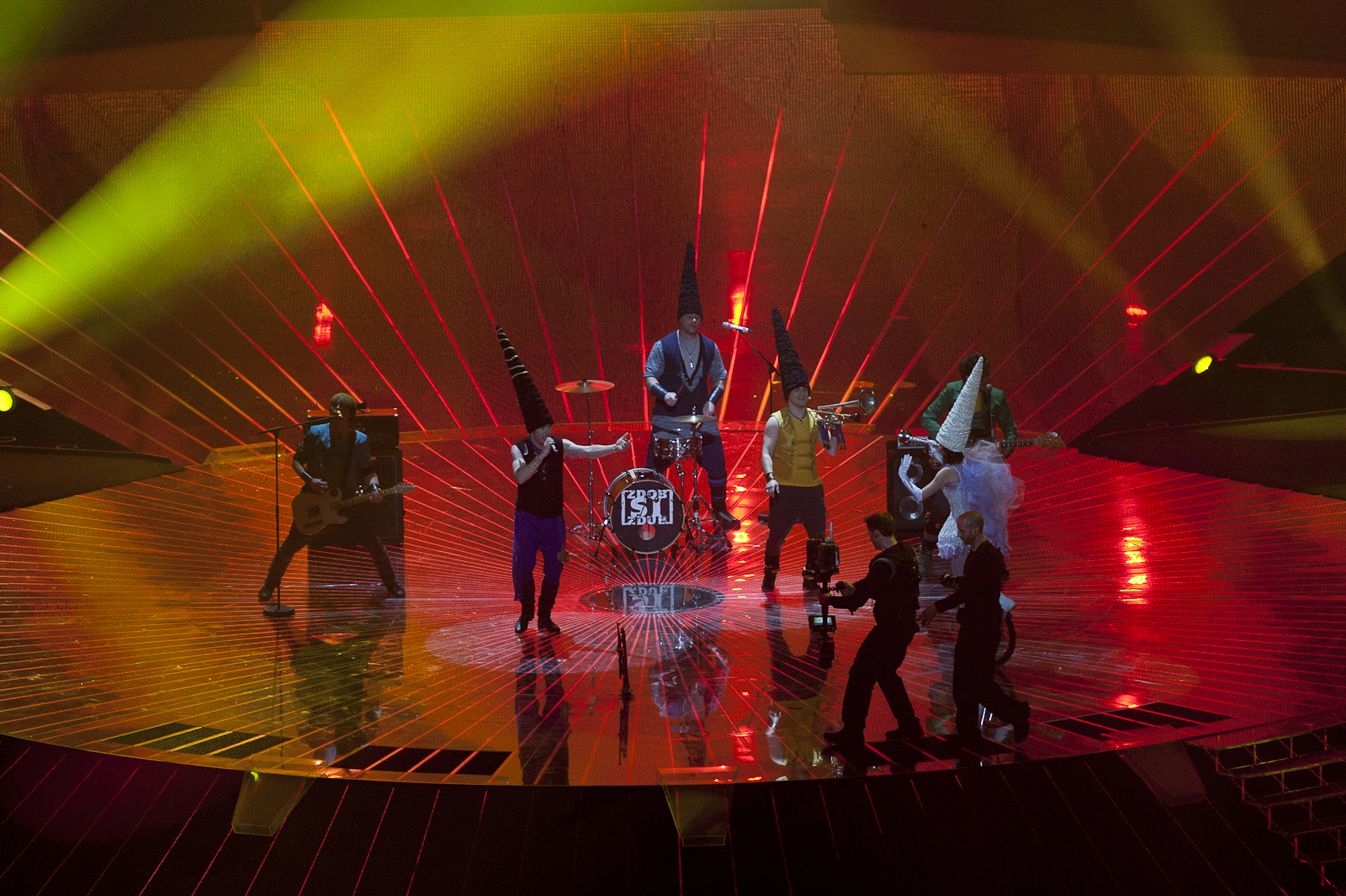
Zdob și Zdub Düsseldorfban (2011)
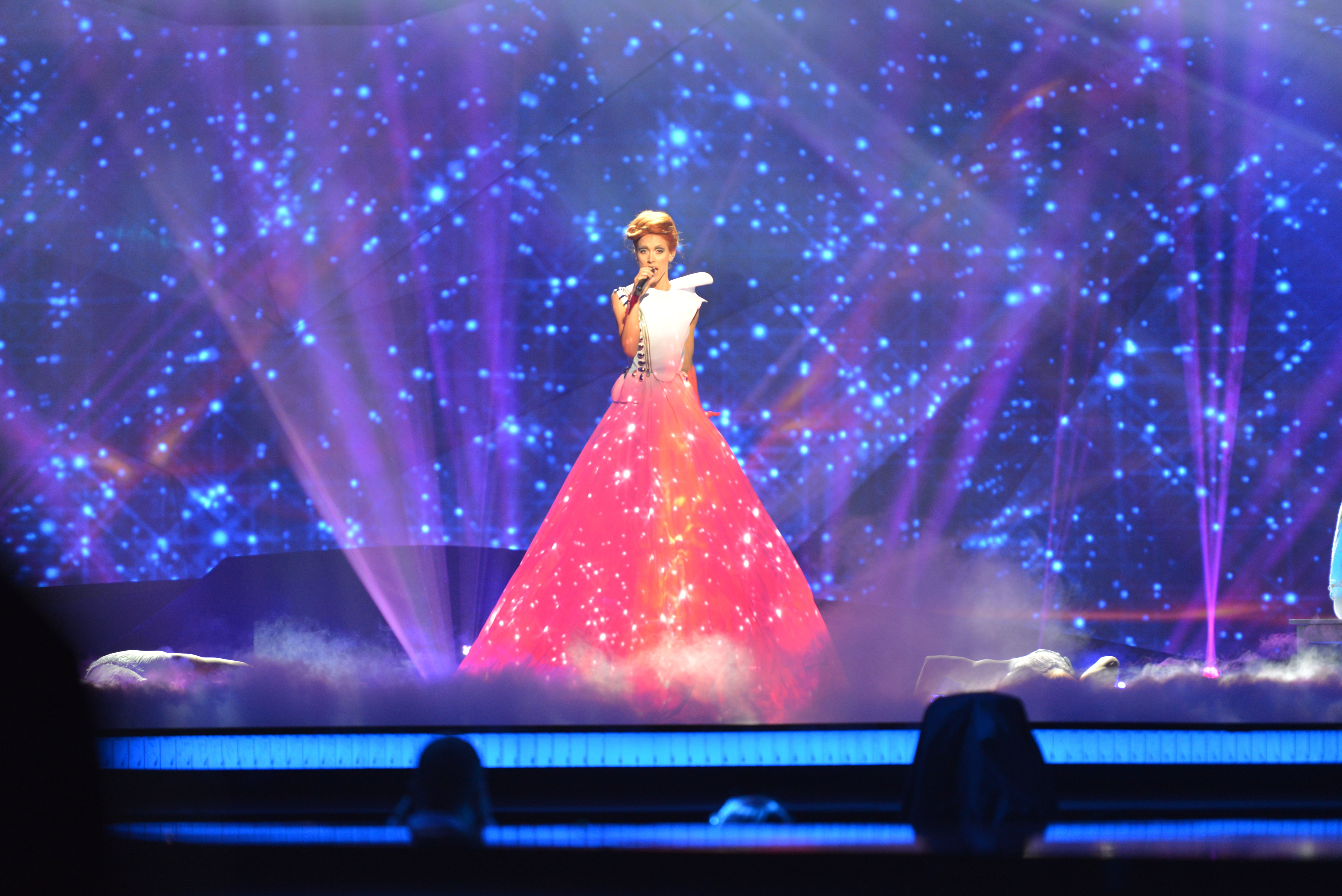
Aliona Moon Malmőben (2013)
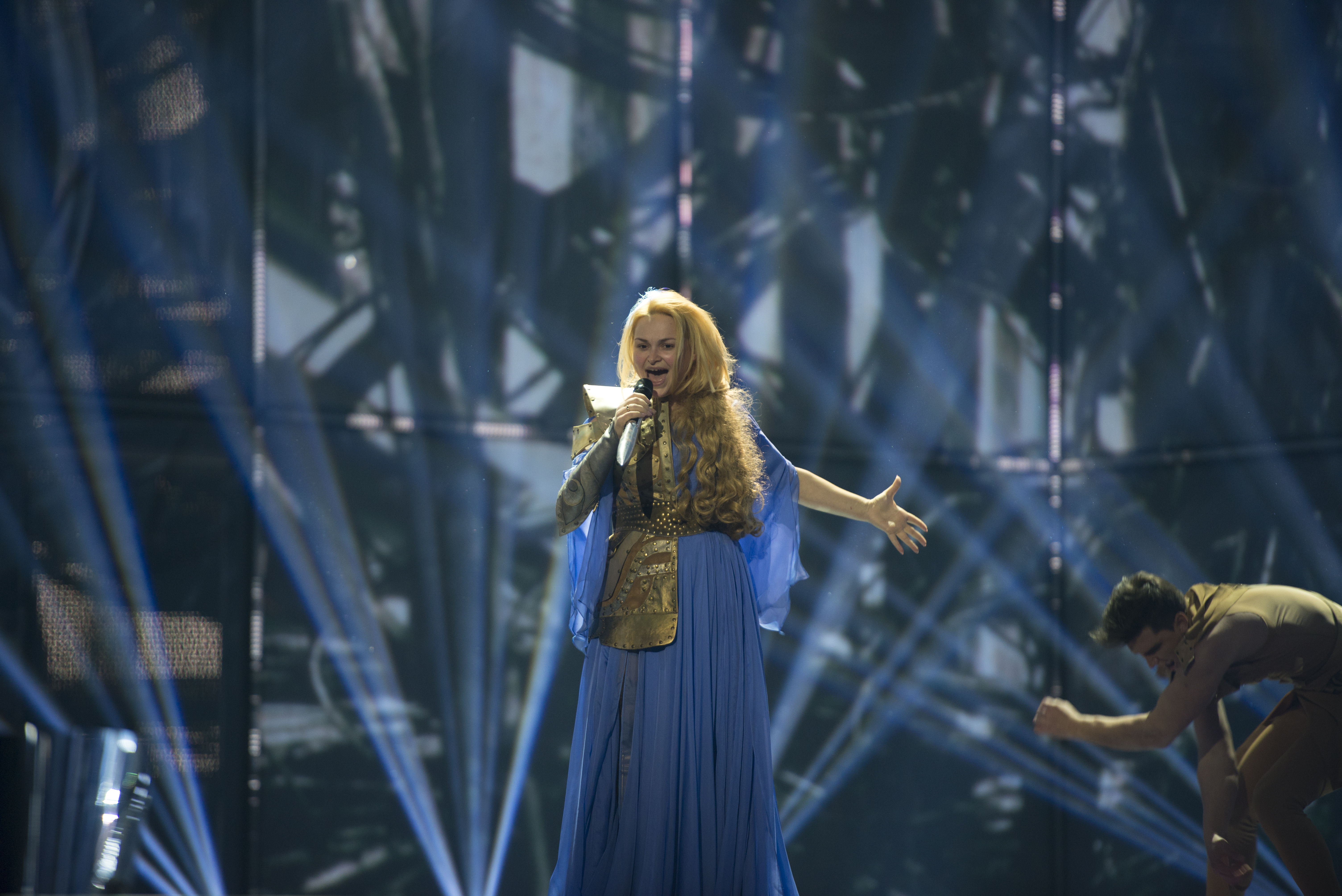
Cristina Scarlat Koppenhágában (2014)
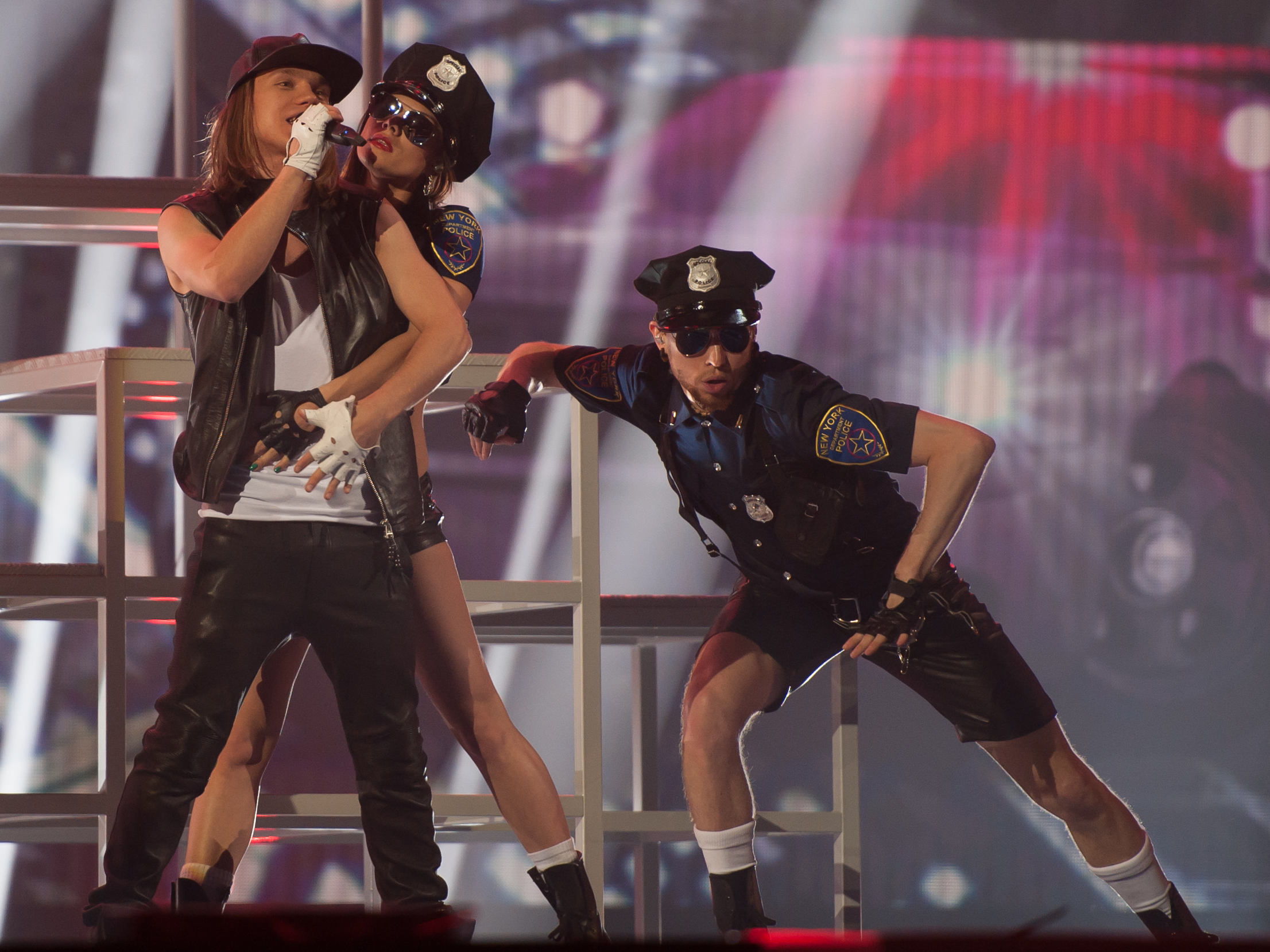
Eduard Romanyuta Bécsben (2015)
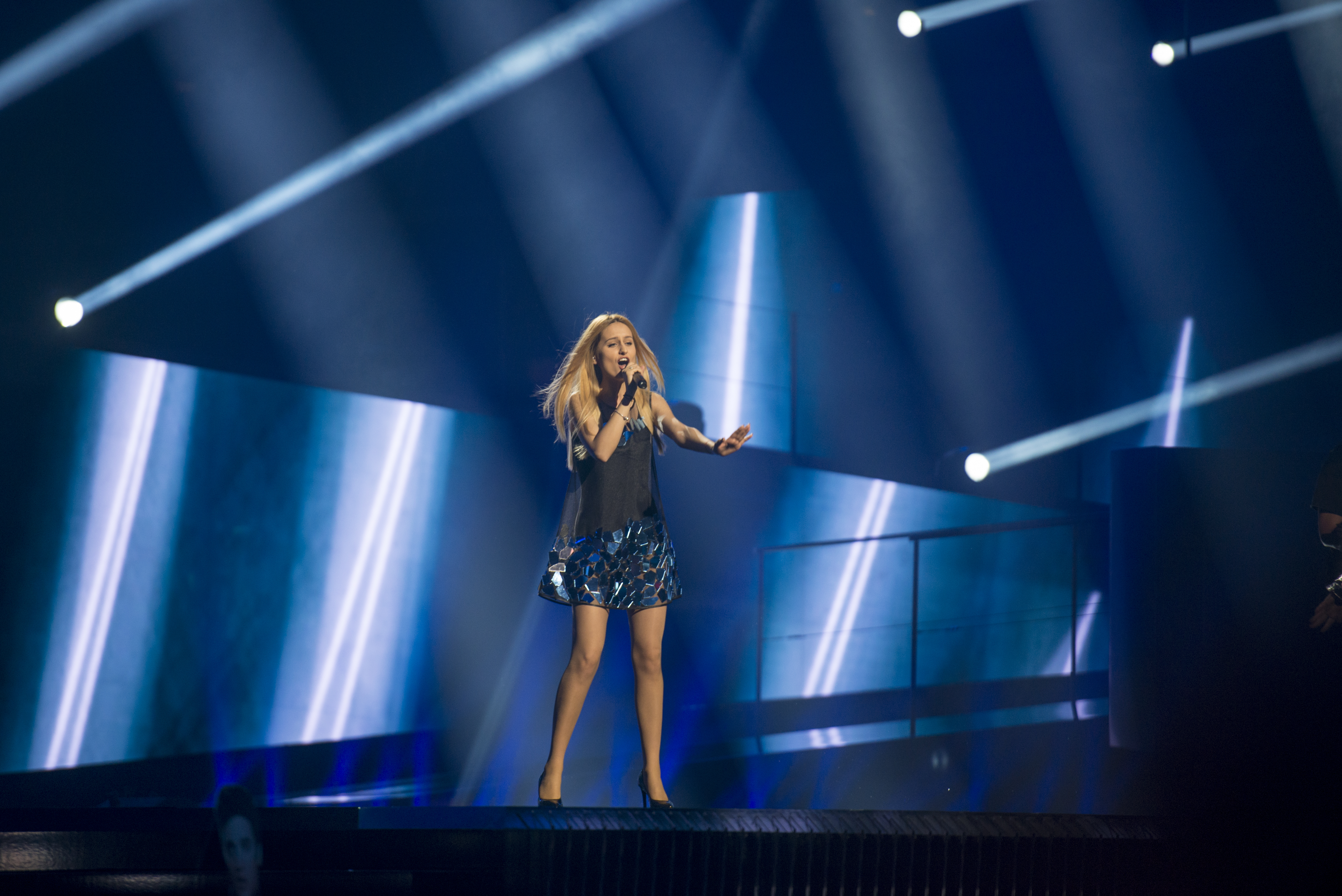
Lidia Isac Stockholmban (2016)
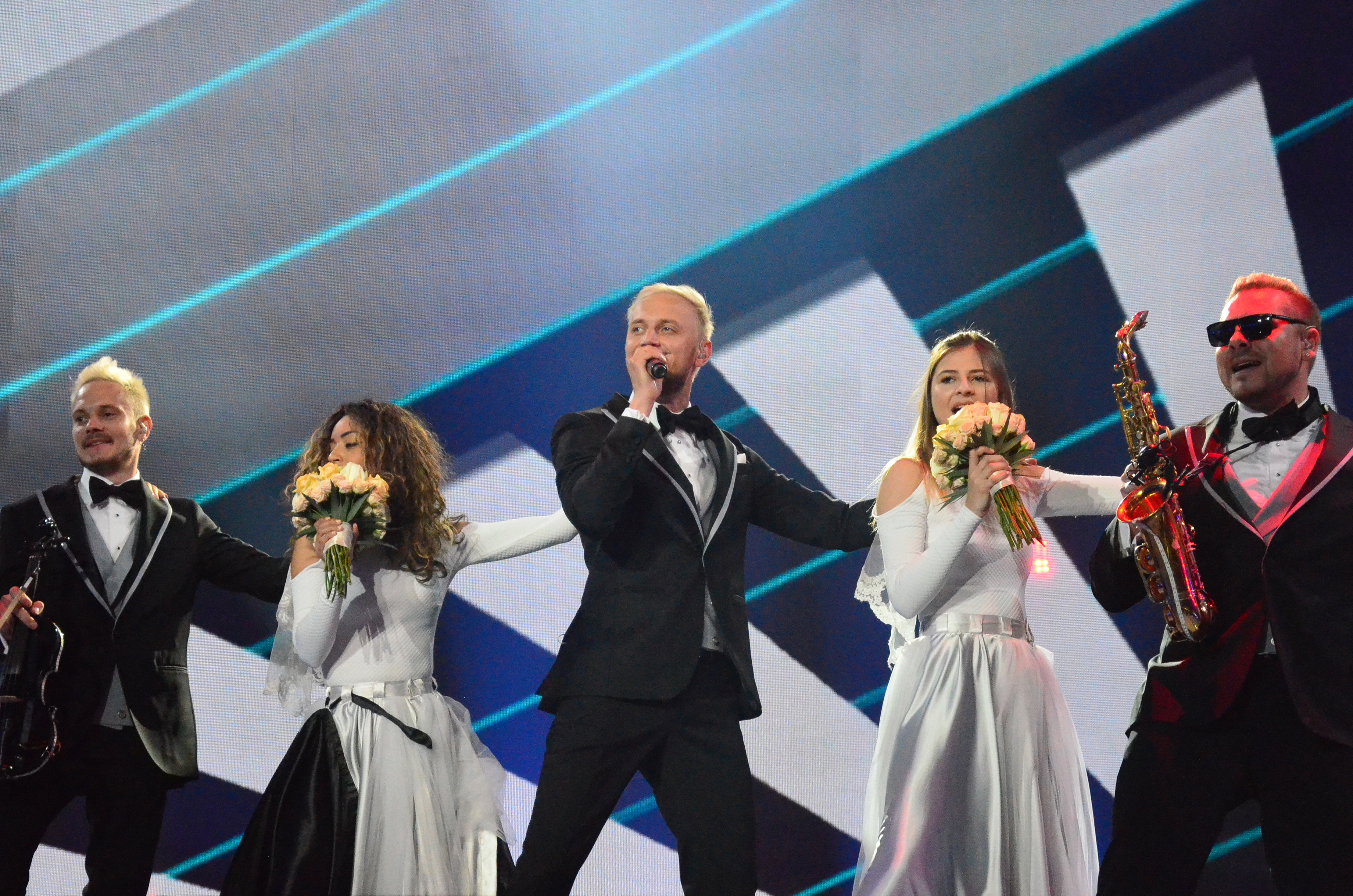
A SunStroke Project Kijevben (2017)
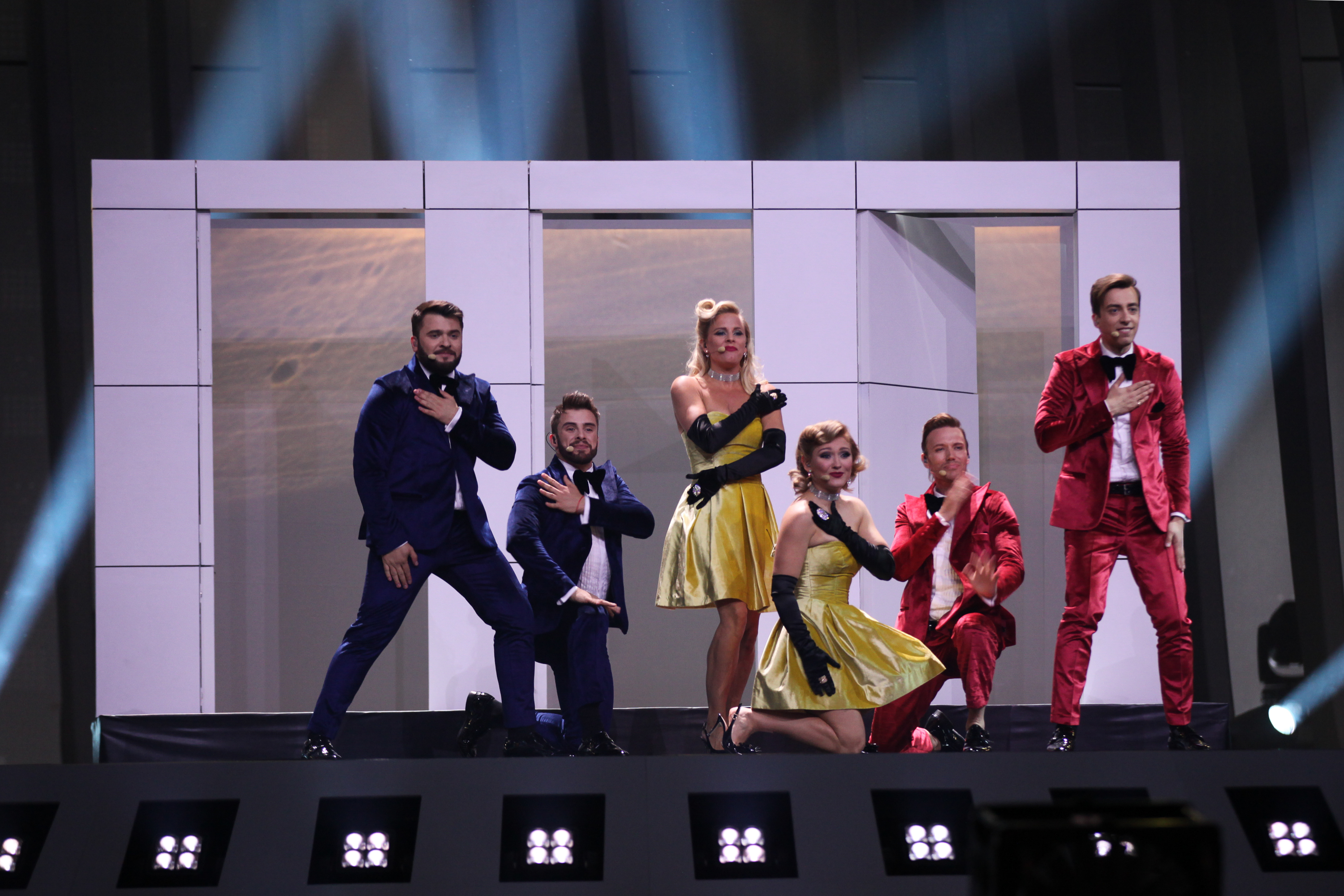
A DoReDoS Lisszabonban (2018)
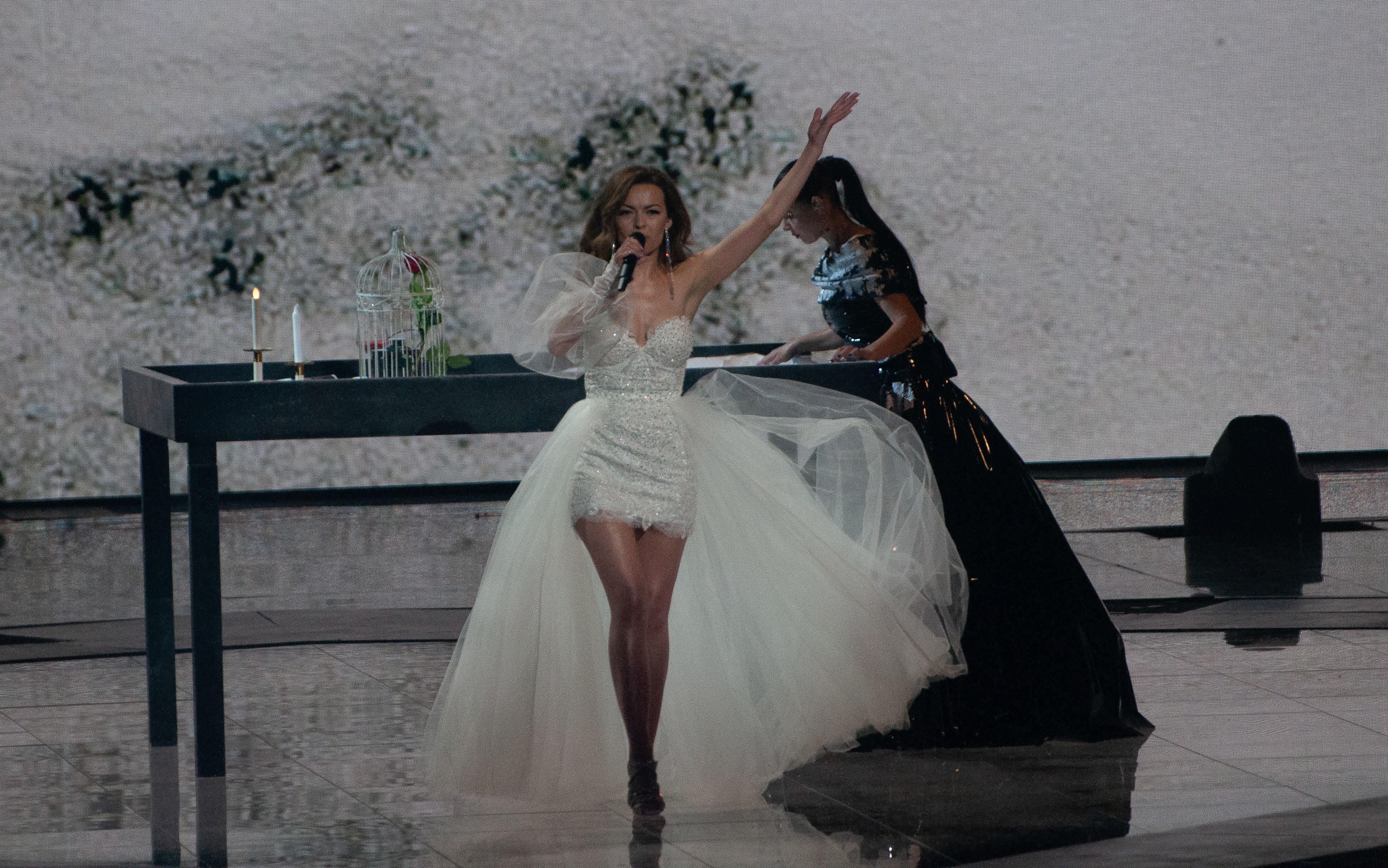
Anna Odobescu Tel-Avivban (2019)
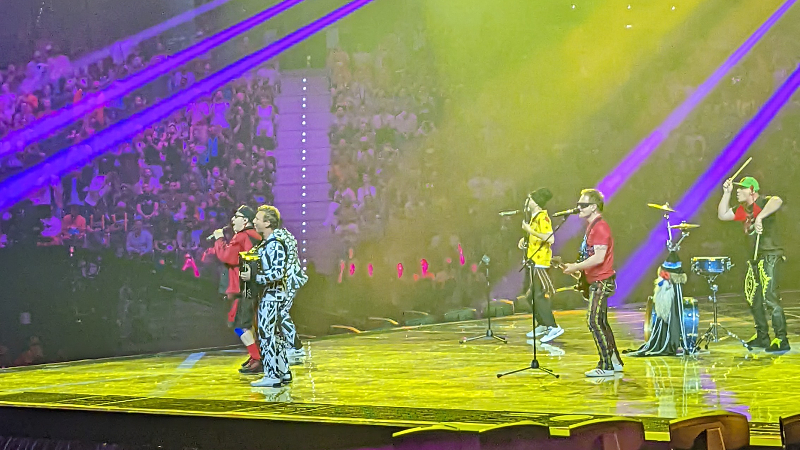
A Zdob și Zdub & Advahov Brothers Torinóban (2022)
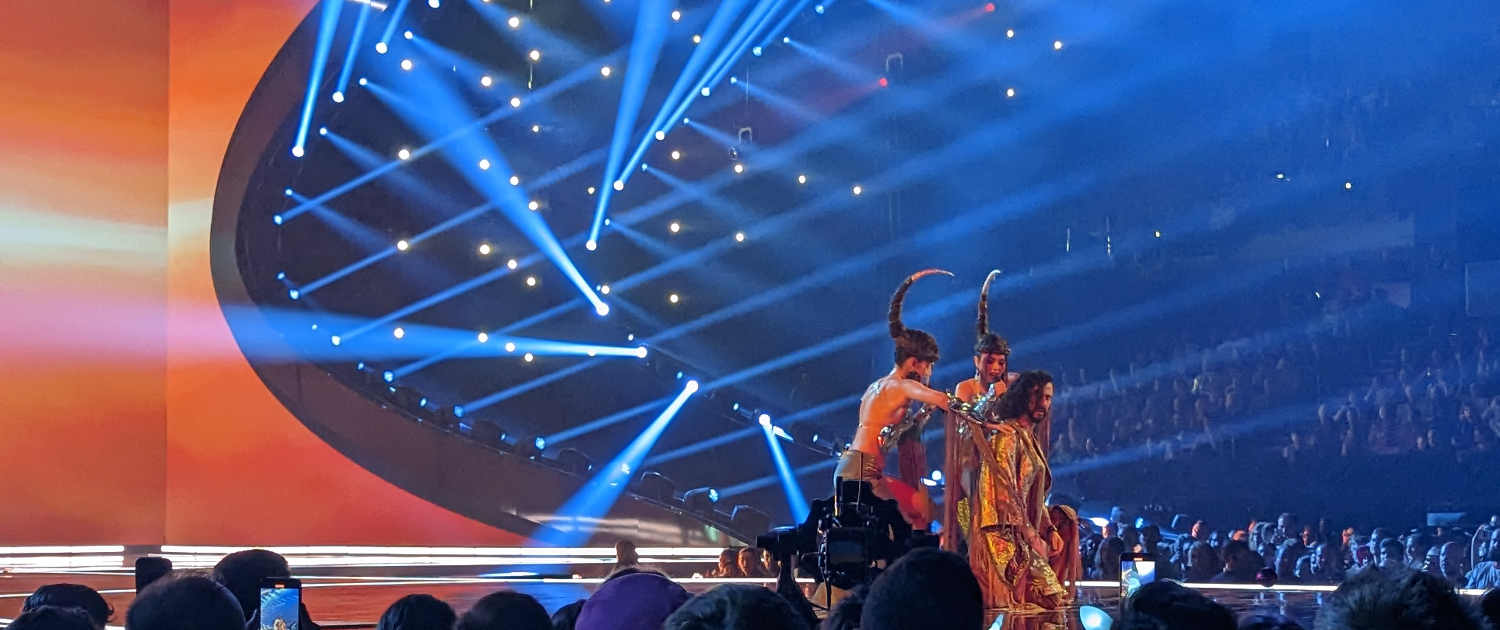
Pasha Parfeni Liverpoolban (2023)
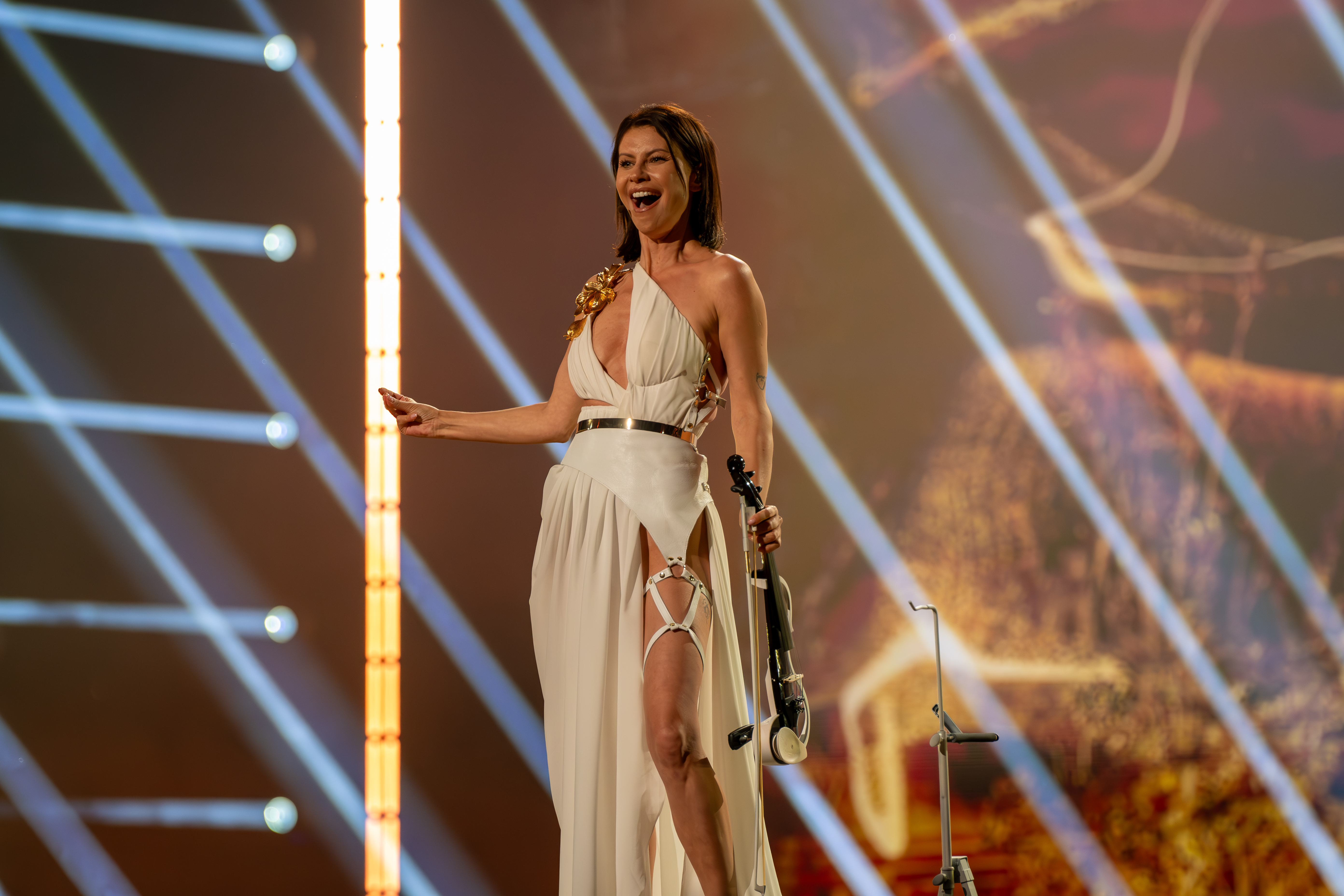
Natalia Barbu Malmőben (2024)

## Lásd még
- Moldova a Junior Eurovíziós Dalfesztiválokon